# Warner Bros. World Abu Dhabi
Warner Bros. World Abu Dhabi est un parc d'attractions thématique couvert situé à Abou Dabi, aux Émirats arabes unis ouvert depuis le 25 juillet 2018. Construit sur l'île de Yas, près de Ferrari World et Yas Waterworld, il appartient et a été développé par Miral Asset Management (en). Le parc utilise les personnages et licences Warner Bros. tel que Looney Tunes, DC Comics et Hanna-Barbera. 

## Histoire
La conception des plans du parc débute en 2007. Le projet est ensuite stoppé par la crise financière mondiale. Warner Bros. avait signé un contrat de développement avec Aldar Properties (en) cette année-là. Par la suite, le parc devait être la copropriété d'Abu Dhabi Media Company (en), Aldar et Warner Bros. En raison de la crise, Aldar vend beaucoup de ses capitaux au gouvernement d'Abou Dabi. Miral Asset Management a été financée et a reçu d'autres actifs d'Aldar achetés par le gouvernement.
En mai 2015, Miral signe le contrat général de construction avec l'entrepreneur belge Six Construct, filiale de BESIX, reprenant ainsi la construction cette année-là. Le 19 avril 2016, Miral et Warner Bros. annoncent l'ouverture de la première phase du parc en 2018. 
Miral annonce en février 2017 que la livraison et l'installation des manèges ont alors débuté et que le parc serait composé de vingt-neuf attractions. Le 25 avril 2017, Warner Bros. Consumer Products et Miral déclarent respecter les délais prévus et révèlent des informations sur les six zones thématiques du parc.
En 2019, il est couronné meilleur parc à thème au monde lors de l'édition annuelle des Theme Park Insider Awards. De la même manière, en novembre 2019, il reçoit un Thea Award for Outstanding Achievement dans la catégorie parc par la Themed Entertainment Association.

## Le parc
Warner Bros. World Abu Dhabi est organisé en six zones thématiques, elles se nomment Gotham City, Metropolis, Cartoon Junction, Bedrock, Dynamite Gulch et Warner Bros. Plaza. Gotham City et Metropolis sont basées sur les super-héros de DC Comics Batman et Superman. Super-héros de DC Comics Superman, Batman et Wonder Woman, Les univers des Looney Tunes et de Hanna-Barbera sont présentés dans Cartoon Junction. Dynamite Gulch, avec Bedrock (Caillouville), reprend le thème des Les Pierrafeu. Warner Bros. Plaza s'inspire de l'Hollywood du passé.

### Montagnes russes
Parmi les attractions, le parc compte deux montagnes russes. Fast and Furry-ous, des montagnes russes inversées d'Intamin sur le thème de Bip Bip et Coyote ainsi que Tom and Jerry Swiss Cheese Spin, des montagnes russes tournoyantes de Zamperla sur le thème de Tom et Jerry,.

### Autres attractions
- Acme Factory : plaine de jeux
- Ani-Mayhem : parcours scénique interactif
- Batman: Knight Flight : parcours scénique de Dynamic Structures, système similaire à Harry Potter and the Forbidden Journey
- Cartoon Junction Carousel : carrousel
- Daffy’s Jet-Propelled Pogo Stick : tour de chute junior
- Green Lantern: Galactic Odyssey : Flying theater de Brogent Technologies
- Justice League: Warworld Attacks : parcours scénique d'Oceaneering International, système similaire à The Amazing Adventures of Spider-Man
- Marvin the Martian Crater Crashers : autos-tamponneuses de Zamperla
- Ricochet Racin’ : The Whip de Zamperla
- Scarecrow Scare Raid : Air Race de Zamperla
- Scooby-Doo The Museum of Mysteries : parcours scénique sur Scooby-Doo
- Superman 360: Battle for Metropolis : cinéma 360°
- Teen Titans Training Academy : plaine de jeux
- The Flintstones Bedrock River Adventure : bûches de WhiteWater West Industries
- The Jetsons Cosmic Orbiter : manège d'avions de Zamperla
- The Joker's Funhouse : Palais du rire
- The Riddler Revolution : Disk’O Coaster de Zamperla
- Tweety Wild Wockets : manège d'avions de Zamperla

## Fréquentation
Fréquentation annuelle 

1 650 000 (2022)
1 750 000 (2023)